# Альберт Великий
А́льберт Вели́кий (Свято́й А́льберт, А́льберт Кёльнский, А́льберт фон Бо́льштедт, лат. Albertus Magnus, около 1200 — 15 ноября 1280) — средневековый немецкий философ, теолог, учёный. Видный представитель средневековой схоластики, доминиканец, Католической церковью признан одним из 37 Учителей Церкви, наставник Фомы Аквинского. При жизни был известен как Doctor universalis, а также Doctor expertus, а в последние годы жизни к его имени было прибавлено звание Magnus («Великий»). Его признают величайшим немецким философом и богословом Средних веков.

## Биография

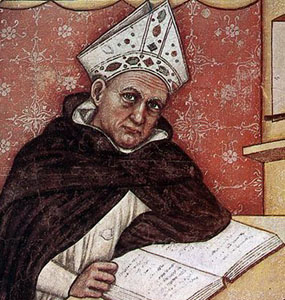
Альберт Великий, фреска работы Томмазо да Модены, Тревизо (Италия), 1352

Вероятно, Альберт родился до 1200 года, учитывая хорошо задокументированные свидетельства того, что ему было более 80 лет на момент смерти в 1280 году. Два более поздних источника утверждают, что Альберт скончался в возрасте 87 лет, поэтому в качестве даты рождения Альберта обычно указывают 1193 год, но эта информация не имеет достаточных доказательств для подтверждения. Предполагают[кто?], что Альберт родился в семье графа фон Больштедта в Лауингене (ныне — в Баварии), поскольку он называл себя «Альбертом из Лауингена», но это могло быть и просто семейным именем. Скорее всего, его семья принадлежала к священническому сословию.
Альберт, вероятно, получил образование, в основном, в Падуанском университете, где изучал труды Аристотеля и Отцов Церкви, а также проявил большие способности к естественным наукам. В позднем свидетельстве Рудольфа из Новамагии упоминается о встрече Альберта и Девы Марии, которая и убедила его принять 
священнический сан. В 1223 (или 1229) году он стал членом Доминиканского ордена и изучал богословие в Болонье и иных местах. С 1228 по 1254 годы Альберт преподавал в крупнейших университетах Баварии и Франции и обрёл славу величайшего схоласта Европы. Будучи избран на должность лектора в Кёльне, где у доминиканцев был свой дом, он преподавал там в течение нескольких лет, а также в Регенсбурге, Фрайбурге, Страсбурге и Хильдесхайме. Во время первого лекторства в Кёльне Альберт написал свою «Сумму о благе» после обсуждения с Филиппом Канцлером трансцендентальных свойств бытия. В 1245 году Альберт стал магистром богословия под руководством Герика Сен-Квентенского, первого немецкого доминиканца, получившего данное звание. После такого поворота событий Альберт смог преподавать богословие в Парижском университете в качестве штатного профессора, занимая кафедру богословия в колледже Святого Иакова. В это время Фома Аквинский начал учиться у Альберта. Впоследствии он стал одним из любимых учеников Альберта и сопровождал его в поездках по университетам и многочисленным странствиям.
Альберт первым прокомментировал практически все труды Аристотеля, сделав их доступными для более широких академических обсуждений. Изучение Аристотеля привело его к изучению и комментированию учений исламских учёных, в частности Авиценны и Аверроэса, и это вовлекло его в многочисленные академические споры.
В 1254 году Альберт был назначен провинциалом Доминиканского ордена и выполнял свои обязанности с особой тщательностью и усердием. Деятельность Альберта на этом посту способствовала развитию ордена во вверенной ему провинции Тевтония и росту числа братьев. Пребывая в должности, он публично защищал доминиканцев от нападок со стороны светских и регулярных преподавателей Парижского университета, комментировал Евангелие от Иоанна и отвечал на ошибочные, по его мнению, утверждения исламского философа Аверроэса.
В 1259 году Альберт принял участие в Общем капитуле доминиканцев в Валансьене вместе с Фомой Аквинским, мастерами Бонушомо Бритто, Флоренцием и Петром (впоследствии папой Иннокентием V), установившим ratio studiorum или программу обучения для доминиканцев, которая включала в себя изучение философии как новшество для тех, кто недостаточно подготовлен для изучения богословия. Это нововведение и положило начало традиции доминиканской схоластической философии, воплощённой на практике, например, в 1265 году в studium provinciale ордена при монастыре Святой Сабины в Риме, из которого впоследствии возник Папский университет Святого Фомы Аквинского, «Ангеликум».
В 1260 году папа Александр IV назначил его епископом Регенсбурга, но с этой должности Альберт ушёл через три года, поскольку она мешала его научным и богословским занятиям. Во время исполнения обязанностей он укрепил репутацию смиренного человека, отказавшись ездить верхом, в соответствии с предписаниями Ордена, вместо этого пересекая огромную епархию пешком. В 1263 году папа Урбан IV освободил его от обязанностей епископа и попросил проповедовать восьмой крестовый поход в немецкоязычных странах. После этого он стал особо известен выступлением в качестве посредника между конфликтующими сторонами. В Кёльне он знаменит не только тем, что основал старейший университет Германии, но и «большим вердиктом» (der Große Schied) 1258 года, положившим конец конфликту между жителями Кёльна и архиепископом. Одним из последних его подвигов стала защита учения его бывшего ученика Фомы Аквинского, смерть которого в 1274 году опечалила Альберта (история о том, что он лично отправился в Париж, чтобы защитить учение Фомы Аквинского, не может быть подтверждена).
Альберт был учёным, философом, астрологом, богословом, духовным писателем, экуменистом и дипломатом. Под покровительством Гумберта Римского Альберт разработал учебную программу для всех студентов-доминикан, ввёл Аристотеля в университеты и исследовал сочинения неоплатоников, в частности Плотина. Действительно, именно 30-летняя работа, проделанная Фомой Аквинским и Альбертом и позволила включить Аристотеля в учебную программу доминиканских школ.
После ухудшения здоровья в 1278 году он скончался 15 ноября 1280 года в доминиканском монастыре в Кёльне, в Германии. С 15 ноября 1954 года его мощи находятся в римском саркофаге в крипте доминиканской церкви Святого Андрея в Кёльне. Хотя его тело было обнаружено нетленным при первой эксгумации через три года после его смерти, при эксгумации в 1483 года остался только скелет.
Альберт был причислен к лику блаженных в 1622 году. Он был канонизирован, папа Пий XI провозгласил его Учителем Церкви 16 декабря 1931 года и святым покровителем учёных в 1941 году. День памяти святого Альберта — 15 ноября.

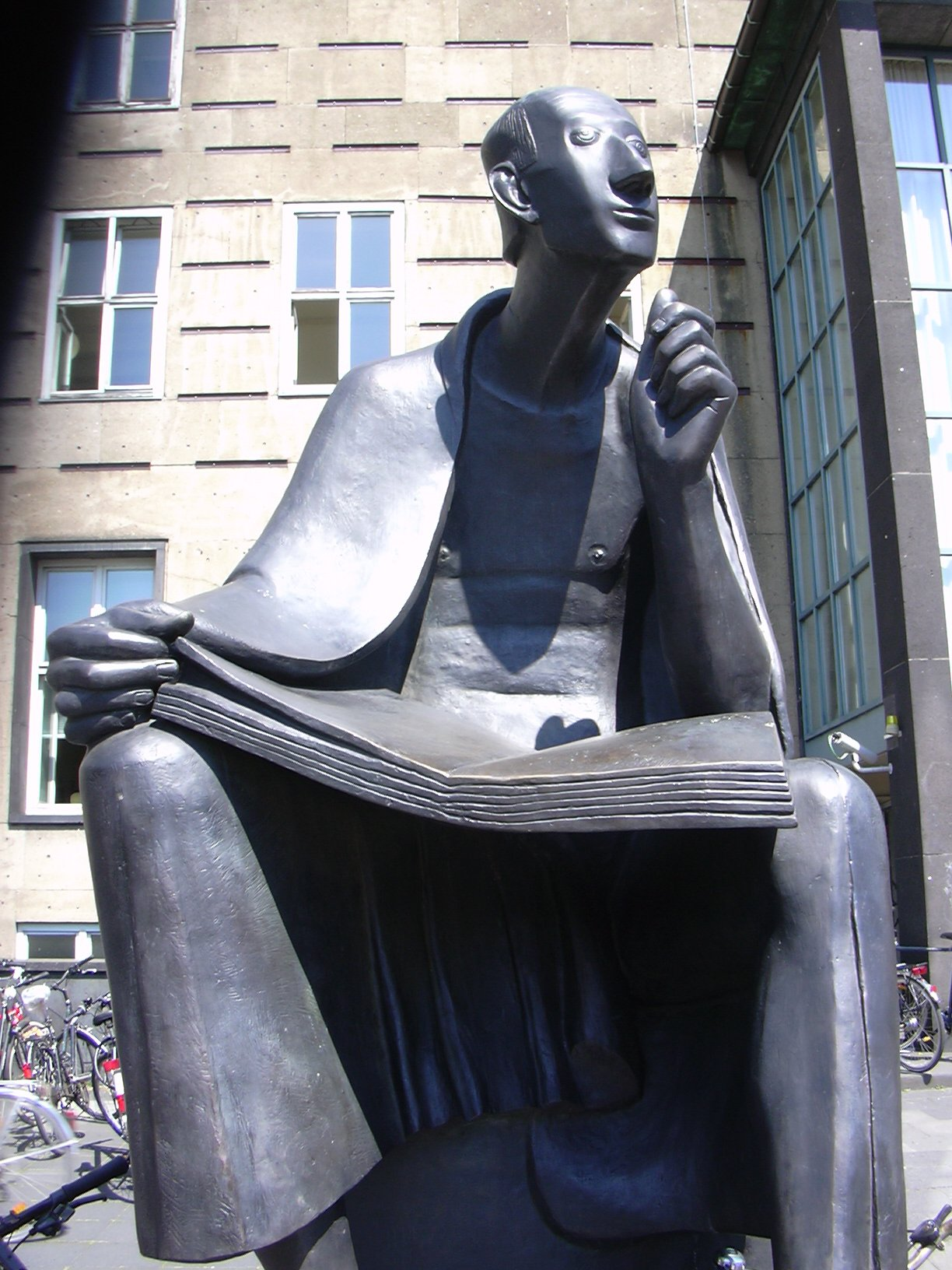
Герхард Маркс, памятник Альберту Великому у стен Кёльнского университета

## Сочинения
Труды Альберта, собранные в 1899 году, составили 38 томов. Они стали свидетельством его трудолюбия и энциклопедических знаний в таких областях, как логика, богословие, ботаника, география, астрономия, астрология, минералогия, алхимия, зоология, физиология, френология, юриспруденция, дружба и любовь. Он осмыслил, истолковал и систематизировал все труды Аристотеля, почерпнутые из латинских переводов и примечаний арабских комментаторов, в соответствии с церковной доктриной. Большая часть современных знаний и представлений об Аристотеле были сохранены и представлены именно Альбертом.
Его главные богословские труды — комментарий в 3 томах к Книгам Сентенций Петра Ломбардского (Magister Sententiarum) и «Сумма богословия» в двух томах. Последнее, по сути, является более дидактическим повторением первого.
Деятельность Альберта, однако, была скорее философской, чем богословской. Философские труды, занимающие первые шесть и последний из 21 тома, как правило, разделяются в соответствии с аристотелевской схемой наук и состоят из интерпретаций и обобщений соответствующих сочинений Аристотеля, с дополнительными обсуждениями современных тем и случайными расхождениями с мнениями мастера. Альберт полагал, что подход Аристотеля к натурфилософии не представляет никаких препятствий для развития христианского философского взгляда на естественный порядок вещей.
Познания Альберта в области естественных наук были значительны и удивительно точными для своего времени. Его трудолюбие во всех областях было велико, он не только создавал комментарии и изложения всего корпуса Аристотеля, включая и его научные труды, но также и дополнял и улучшал их. Его книги по таким темам, как ботаника, зоология и минералы, включали информацию из древних источников, а также результаты и его собственных эмпирических исследований. Эти исследования значительно продвинули вперёд ряд специальных наук, выйдя за рамки только опоры на классические тексты. Например, в случае эмбриологии утверждалось, что между Аристотелем и Альбертом, которым удалось идентифицировать органы внутри яйцеклеток, было написано мало ценного. Кроме того, Альберт также фактически изобрёл целые специальные науки, которых Аристотель совершенно не касался. Например, до Альберта систематического изучения минералов не проводилось. За широту этих достижений ему было присвоено имя Doctor Universalis.
Большая часть эмпирических достижений Альберта в естественных науках была потеснена впоследствии, но его общий подход к науке был на удивление современным. Например, в De Mineralibus (книга II, трактат II, глава 1) Альберт утверждал: «Ибо [задача] естествознания состоит не в том, чтобы просто принимать то, что нам говорят, а в том, чтобы исследовать причины естественных вещей».

## Богословие и философия
Альберт Великий изложил и прокомментировал почти все работы Аристотеля. Именно через его работы философия и богословие средневековой Европы восприняло идеи и методы аристотелизма. Кроме того, на философию Альберта сильно повлияли идеи арабских философов, со многими из которых он полемизировал в своих работах. Среди главных сочинений: Summa de creatoris («Сумма о творениях»), De anima («О душе»), De causis et processu universitatis («О причинах и о возникновении всего»), Metaphysica («Метафизика»), Summa theologiae («Сумма теологии»).

## Алхимия

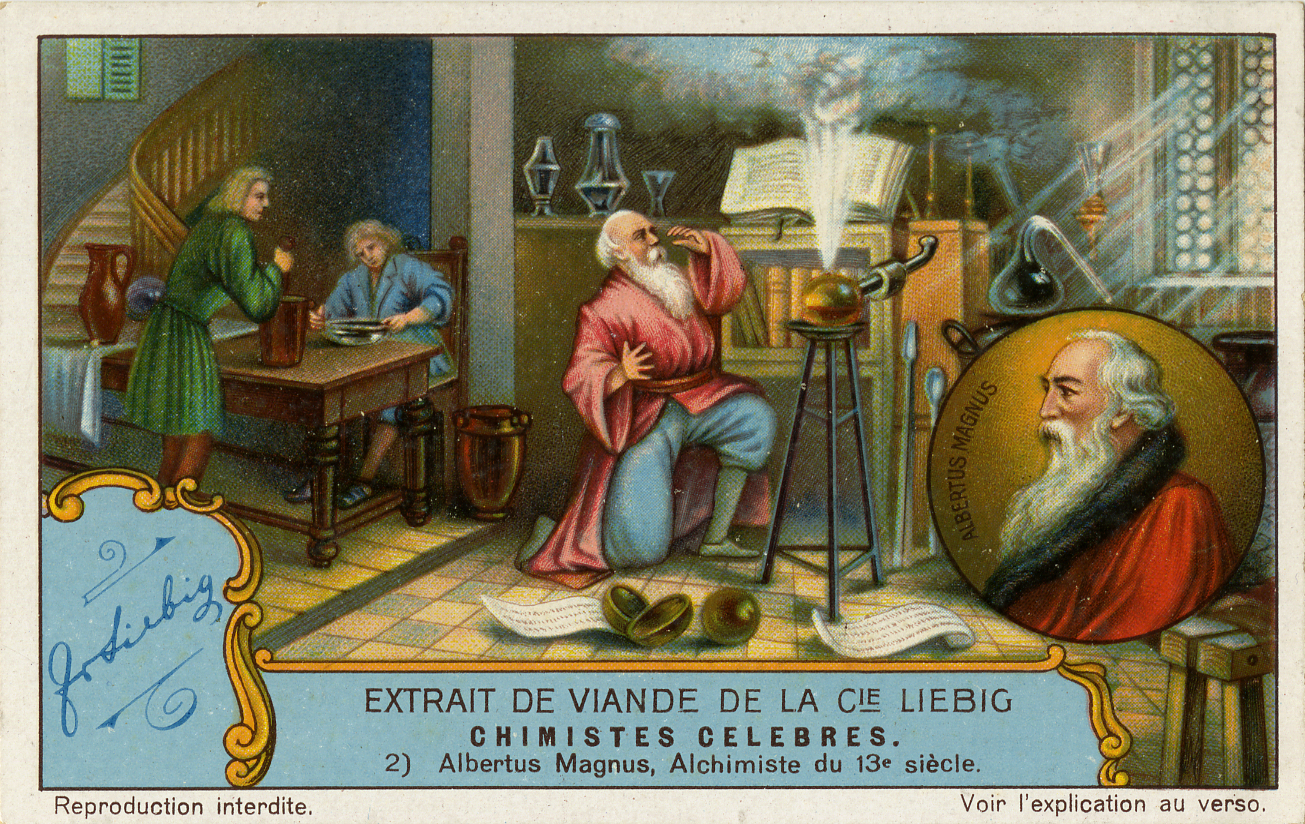
Альберт Великий в серии изображений «Прославленные химики» (Chimistes Celebres, 1929)

За столетия после его смерти возникло много историй об Альберте как алхимике и маге. «Большая часть современной путаницы проистекает из того факта, что более поздние сочинения, в частности алхимический труд, известный под названием Secreta Alberti или Experimenta Alberti, были ложно приписаны ему их настоящими авторами, для того чтобы повысить престиж текста». Многие трактаты, относящиеся к алхимии, были приписаны ему, хотя в своих настоящих трудах он мало что сказал по этому вопросу, и то в основном в комментариях к Аристотелю. Например, в своем комментарии De mineralibus он ссылался на силу камней, но не уточнял, каковы могут быть эти силы. Однако существует широкий спектр псевдоальбертовских сочинений, посвящённых алхимии, демонстрирующих убеждения, сложившиеся спустя поколения после смерти Альберта, что он овладел алхимией, одной из фундаментальных наук Средневековья. К ним относятся «Металлы и материалы», «Секреты химии», «Происхождение металлов», «Происхождение соединений», «Соответствие», представляющее собой сборник наблюдений над философским камнем, и другие темы алхимии и химии, собранные под названием Theatrum Chemicum. Ему приписывают открытие элемента мышьяк и эксперименты со светочувствительными химическими веществами, включая нитрат серебра. Он был убеждён в том, что камни обладают оккультными свойствами, о чём написал в De mineralibus. Однако существует мало свидетельств того, что он лично проводил алхимические эксперименты.
Согласно легенде, Альберт открыл философский камень и передал его своему ученику Фоме Аквинскому незадолго до смерти. Альберт не подтверждает, что он обнаружил камень в своих записях, но он отметил, что был свидетелем создания золота путём «трансмутации». Учитывая, что Фома Аквинский умер за шесть лет до смерти Альберта, эта легенда в изложенном виде маловероятна.

## Астрономия и астрология
Альберт глубоко интересовался астрономией, о чём писали такие ученые, как Паола Замбелли и Скотт Хендрикс. На протяжении всего Средневековья и вплоть до раннего нового времени астрология широко признавалась учёными и интеллектуалами, придерживавшимися мнения, что жизнь на земле — это фактически микрокосм внутри макрокосма (последний является самим космосом). Считалось[кем?], что между ними существует соответствие, и, таким образом, небесные тела следуют закономерностям и циклам, аналогичным земным. Имея такое мировоззрение, казалось[кому?] разумным утверждать, что астрологию можно использовать и для предсказания вероятного будущего человека. Альберт утверждал, что понимание небесных влияний может помочь нам жить в большем соответствии с христианскими заповедями. Наиболее полное изложение его астрологических убеждений можно найти в работе, которую он написал около 1260 года, известной как «Зерцало Астрономии». Однако подробности этих верований можно найти почти во всём, что он написал, начиная с раннего «О природе блага» (De natura boni) и заканчивая его последней работой «Сумма богословия» (Summa theologiae).

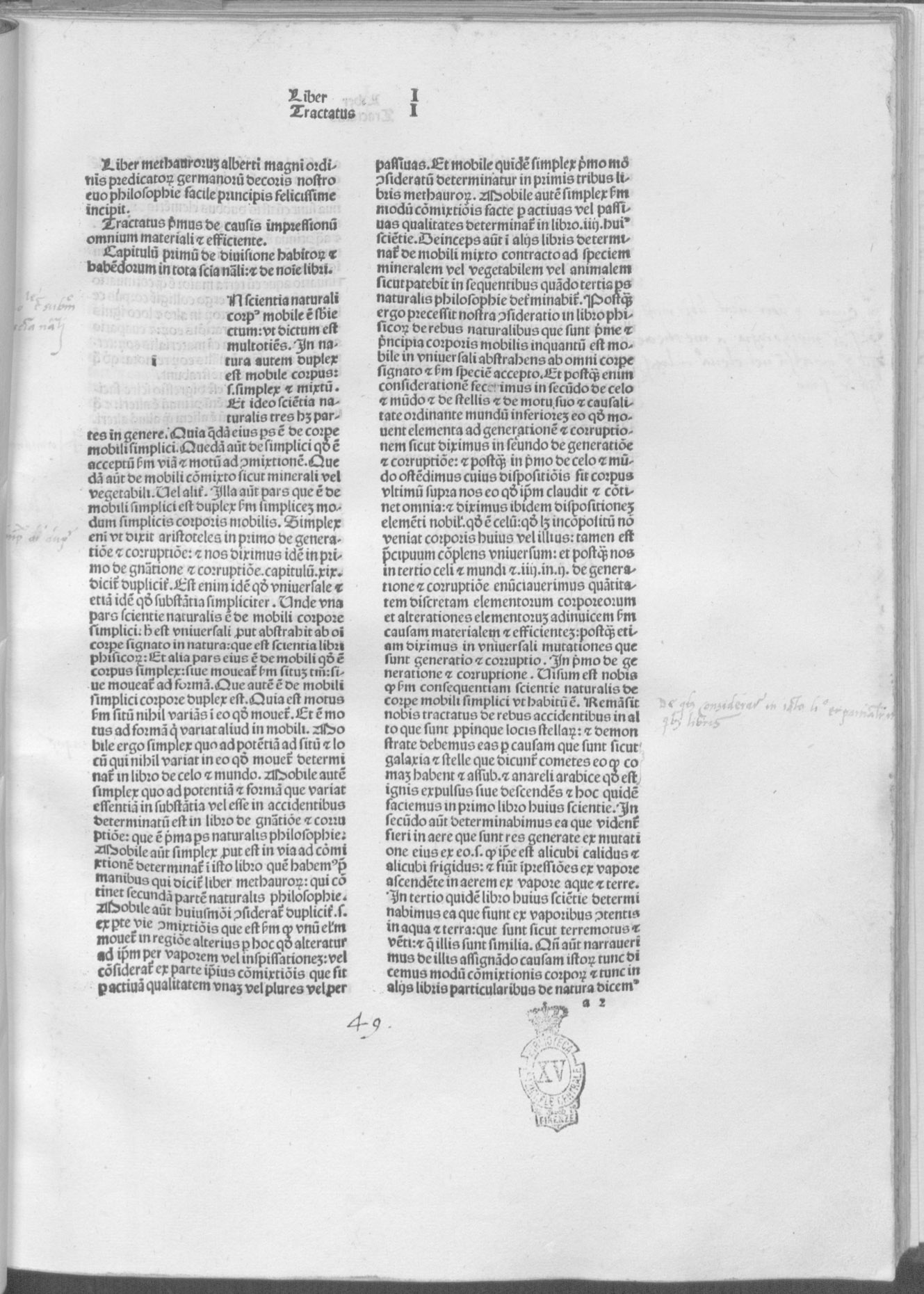
De meteoris, 1488

## Материя и форма
Альберт считал, что все природные вещи состоят из материи и формы, он называл это quod est и quo est. Альберт также полагал, что лишь Бог является абсолютным существом. Версия гилеморфизма Альберта очень похожа на учение Аристотеля.

## Музыка
Альберт известен комментариями к музыке своего времени. Большинство его мнений о музыке обнаруживаются в его комментарии к «Поэтике» Аристотеля. Он отверг идею «музыки сфер» как нелепую, движение астрономических тел, по его мнению, не способно порождать звук. Он много писал о пропорциях в музыке и о трёх различных субъективных уровнях, на которых пение может воздействовать на человеческую душу, очищение от нечистоты, просветление, ведущее к созерцанию, и приведение к совершенству посредством созерцания. Особый интерес для музыковедов XX века представляет внимание к тишине как неотъемлемой части музыки.

## Метафизика нравственности
Оба его ранних трактата («О природе блага» и «О благе») начинаются с метафизического исследования концепций блага в целом и материального блага. Альберт называл это последнее «природным благом» (bonum naturae). Альберт делал это прежде обращения к нравственным концепциям метафизики. В более поздних сочинениях Альберт писал, что для понимания человеческой (или нравственной) доброты человек должен сначала осознать, что значит быть хорошим и совершать добрые поступки. Это отражает интерес Альберта к неоплатоническим теориям добра, а также к доктринами Псевдо-Дионисия. Точка зрения Альберта высоко ценилась Католической церковью и его современниками.

## Природный закон
Альберт посвятил последний трактат «О благе» теории справедливости и естественного права. Альберт считал Бога вершиной справедливости и природного закона. Бог создаёт законы, и божественная власть является наивысшей. В его время это было единственное сочинение, специально посвящённое естественному праву, написанное богословом или философом.

## Дружба
Альберт упоминал дружбу в своей работе «О благе», а также излагает свои идеалы и представления о дружбе в самом начале «Трактата II». Позднее он опубликовал «Об этике». Идеалы и проблематика дружбы обрели большую актуальность для Альберта. Он комментирует взгляды Аристотеля на дружбу цитатой из Цицерона, где он писал: «Дружба есть не что иное, как гармония между божественным и человеческим, с доброй волей и любовью». Альберт был согласен с этим, но он также добавлял «в гармонии» или «в согласии». Альберт называл эту гармонию consensio, которая сама по себе является определённым видом движения внутри человеческого духа. Альберт полностью согласен с Аристотелем в том, что дружба — это добродетель. Альберт писал об изначально существующей метафизической удовлетворённости между дружбой и нравственной добротой. Альберт описывал несколько уровней добра: полезное (utile), приятное (delectabile) и подлинное или безусловное добро (honestum). Затем, в свою очередь, существуют три уровня дружбы, основанные на каждом из этих уровней добра, а именно дружба, основанная на полезности (amicitia utilis), дружба, основанная на удовольствии (amicitia delectabilis), и дружба, основанная на безусловной доброте (amicitia honesti; amicitia quae fundatur super honestum).

## Альберт Великий в культуре

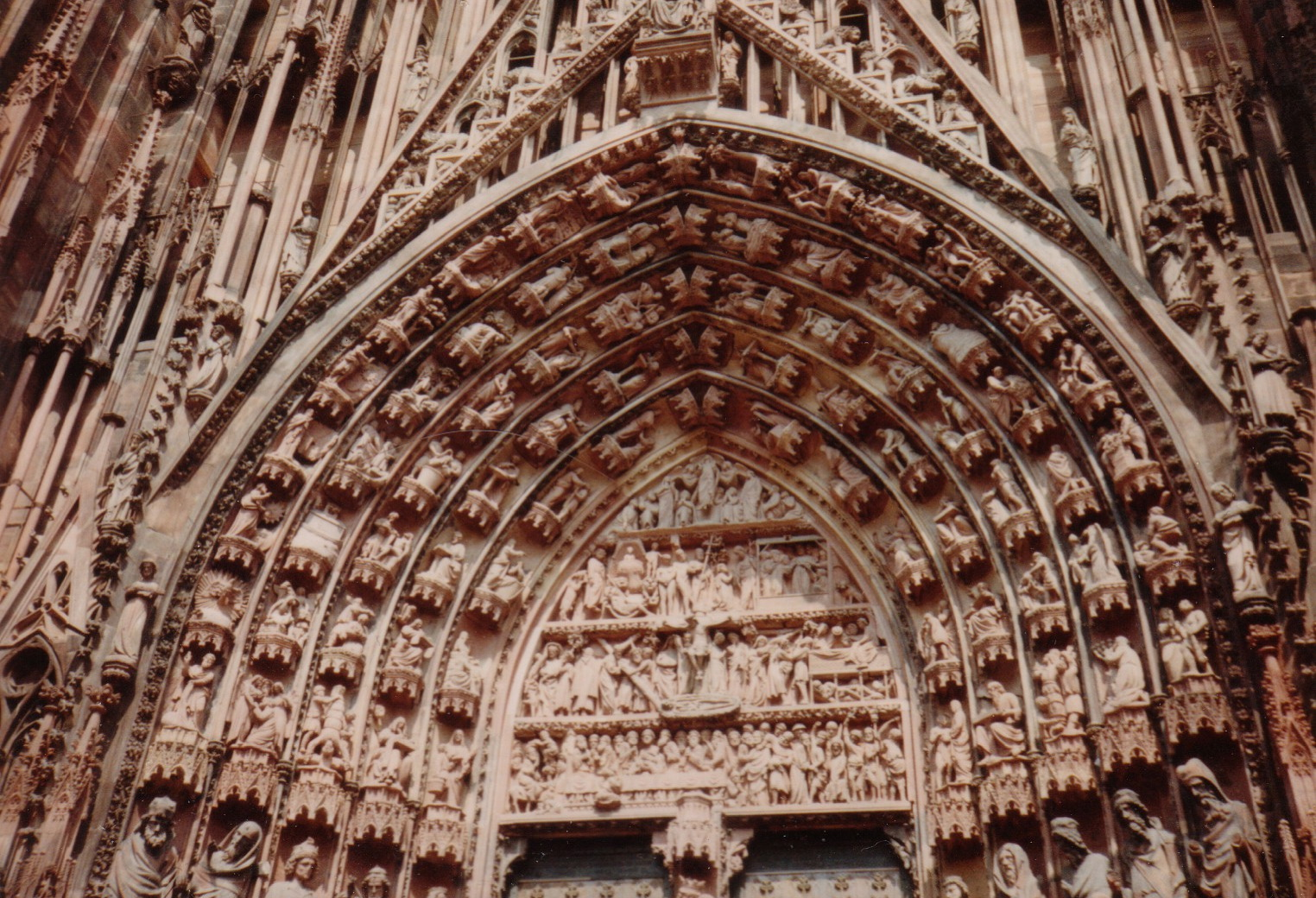
Тимпаны и архивольты Страсбургского Собора и их иконография были вдохновлены Альбертом Великим

Иконография тимпана и архивольтов портала Страсбургского собора конца XIII века была вдохновлена сочинениями Альберта. Альберт часто упоминается Данте, который поставил учение о свободе воли в основание своей этической системы. В «Божественной комедии» Данте помещает Альберта с его учеником Фомой Аквинским в числе великих любителей мудрости (Spiriti Sapienti) на Небе Солнца. Альберт также упоминается, наряду с Агриппой и Парацельсом, в романе Мэри Шелли «Франкенштейн», в котором его произведения оказывают влияние на молодого Виктора Франкенштейна.
В «Природе Страха» Сёрен Кьеркегор писал, что Альберт «высокомерно хвастался своими рассуждениями перед божеством и тут же сделался глупым». Кьеркегор цитирует Готарда Освальда Марбаха, будто бы говорящего Albertus repente ex asino factus philosophus et ex philosopho asinus («Альберт внезапно превратился из осла в философа, а из философа — в осла»).
Немецкий философ Иоганн Эдуард Эрдман считает Альберта более великим и оригинальным, чем его ученик Фома Аквинский.

## Естественные науки

De animalibus

Альберт Великий ввёл в европейскую науку знания, почерпнутые в сочинениях древнегреческих философов и арабских учёных. Он проводил и собственные исследования природных явлений (затмения, кометы, вулканы, горячие источники), а также флоры и фауны. Альбертом была проведена гигантская систематизаторская работа. За свои разносторонние знания Альберт получил имя Doctor universalis («Доктор всеобъемлющий»). Среди главных работ — De animalibus («О животных»), De vegetalibus et plantis («О растениях»), De mineralibus («О минералах»), De caelo et mundo («О небе и мире»).
В честь Альберта Великого немецким ботаником Майером назван род африканских деревьев с красивыми трубчатыми цветками из семейства Мареновые — Альберта (Alberta).

### Список произведений
- Великого Альберта наука распознавать людей. Избранная из древних рукописей. — М.: В тип. С. Селивановского, 1811. — XV, 125 с.
- Малый алхимический свод // Знание за пределами науки: Мистицизм, герметизм, астрология, алхимия, магия в интеллект. традициях I—XIV вв. / Сост. и общ. ред. И. Т. Касавина. — М.: Республика, 1996. — С. 134—175. — 445 с. — 5000 экз. — ISBN 5-250-02588-9.